# آيت دواد أوموسى (النزالة)
آيت دواد أوموسى هو دُوَّار يقع بجماعة النزالة، إقليم ميدلت، جهة درعة تافيلالت في المملكة المغربية. ينتمي الدوّار لمشيخة النزالة التي تضم 16 دوار. يقدر عدد سكانه بـ 580 نسمة حسب الإحصاء الرسمي للسكان والسكنى لسنة 2004.

## وصلات خارجية
- البوابة الوطنية للجماعات الترابية
- المندوبية السامية للتخطيط